# Associação Polonesa de Futebol
A Federação Polonesa (português brasileiro) ou Polaca (português europeu) de Futebol (em polonês/polaco:  Polski Związek Piłki Nożnej, PZPN) é o órgão que dirige e controla o futebol da Polónia. A entidade comanda as competições nacionais (taça e liga) e a Seleção Polaca de Futebol, e sua sede está localizada em Varsóvia, capital nacional.
Seu atual presidente é um ex-jogador Cezary Kulesza, por muitos anos, o presidente de Jagiellonia.